# Wodzierady
Wodzierady è un comune rurale polacco del distretto di Łask, nel voivodato di Łódź.
Ricopre una superficie di 81,42 km² e nel 2004 contava 3 131 abitanti.